# Кингстон (Роуд Ајланд)
Кингстон (енгл. Kingston) насељено је место без административног статуса у америчкој савезној држави Роуд Ајланд.

## Демографија
По попису из 2010. године број становника је 6.974, што је 1.528 (28,1%) становника више него 2000. године.
| Група             | 2000.         | 2010.         |
| Белци             | 4.586 (84,2%) | 5.733 (82,2%) |
| Афроамериканци    | 191 (3,5%)    | 400 (5,7%)    |
| Азијати           | 249 (4,6%)    | 279 (4,0%)    |
| Хиспаноамериканци | 250 (4,6%)    | 429 (6,2%)    |
| Укупно            | 5.446         | 6.974         |